# ヴィクトル・エロフェーエフ
ヴィクトル・ウラジミロヴィッチ・エロフェーエフ（露: Ви́ктор Влади́мирович Ерофе́ев; ラテン文字転写: Viktor Vladimirovich Yerofeyev, 又はErofeyev, 1947年9月19日-）は、モスクワ生まれのロシアの作家、評論家。ウラジーミル・ナボコフ、アンドレイ・ビートフの系譜に連なる前衛作家として、実験的手法を駆使している。ソ連の高級外交官ウラジーミル・エロフェーエフの息子として、幼少期はパリに暮らしたので、彼の作品の多くはロシア語からフランス語に多く翻訳され、英語への翻訳は数少ない。彼の父親は、1940年代後半はスターリンの通訳であり、回顧録を執筆している。彼の弟はトレチャコフ美術館のキュレーターである。

## 経歴
エロフェーエフはモスクワ大学で文学と言語学を学び、1970年に卒業した。その後モスクワの世界文学研究所で研究生活を送り、1973年に大学院コースを修了、1975年にドストエフスキーとフランス実存主義に関する博士論文を提出し、博士号を取得した。エロフェーエフの作品には、ドストエフスキーの作品や主題の模倣がしばしばみられる。
彼は文芸評論家となり、レフ・シェストフとマルキ・ド・サドに関する著作を出版した。後に自身の文芸雑誌『メトロポリ』を創刊し、そこにはワシリー・アクショーノフ、アンドレイ・ビートフ、ベーラ・アフマドゥーリナなど、ソヴィエトの高名な作家たちが参加した。この雑誌は地下出版で流通し、ソ連当局の検閲を逃れた。その結果、ソビエト連邦作家同盟から除名され、1988年にゴルバチョフ政権が誕生するまで発禁となった。
1989年にウラジーミル・ナボコフの小説『ロリータ』がソ連で初めて出版された際、エロフェーエフは序文を書き、芸術としての正当性を主張している。1990年には、「社会の良心」「人生の教師」という責任を負わされたロシア文学のイデオロギーを解体し、文学そのものへ帰ろうという主張をした。同年には幻想的で知的仕掛けに満ち、ロシアで初めてのポルノと評された『モスクワの美しいひと』が出版された。この作品は各国の出版界で話題となり、多くの言語に翻訳された。ペレストロイカ後に多くの作品を発表し、現代ロシアの前衛文学を率いるリーダーとなった。
アルフレート・シュニトケの1992年初演オペラ『愚者との生活』は、エロフェーエフの同名の作品に基づいたもので、彼は作曲家のために台本を書いている。この作品は1993年にアレクサンドル・ロゴシュキン監督による映画になった。
2012年のフィンランドのドキュメンタリー映画『ロシアの放埓者』はエロフェーエフを中心にしたもので、彼の見た2012年ロシア大統領選挙に対する抗議活動の様子を描いている。
2013年10月3日、エロフェーエフはフランス政府からレジオンドヌール勲章シュヴァリエを授与された。
エロフェーエフは2022年までモスクワに住み、ロシアのテレビにしばしば登場し、テレビチャンネル「文化」で彼自身の番組を持ち、モスクワの自由ラジオ局の常連ゲストだった。
2022年ロシアのウクライナ侵攻が起こると、彼は家族と共にロシアを脱出し、ドイツへ移住した。

## 主要作品
- 馬鹿と暮らして（ドイツ語版） («Жизнь с идиотом»; a collection of short stories; 1980)
- モスクワの美しいひと（英語版） («Русская красавица»; 1990)
- 呪われた問題の迷宮にて («В лабиринте проклятых вопросов»; a collection of essays; 1996)
- 最後の審判 («Страшный суд»; 1996)
- 生の五つの川 («Пять рек жизни»; 1998)[3]
- Encyclopaedia of the Russian Soul («Энциклопедия русской души»; 1999)
- Men («Мужчины»; 1997; in Russian) and God X («Бог X. Рассказы о любви»; 2001)
- The Good Stalin («Хороший Сталин»; 2004)

### 日本語に翻訳された作品
- ヴィクトル・エロフェーエフ著; 千種堅訳『モスクワの美しいひと』河出書房新社、1992年6月 ISBN 4-309-20184-9
- ヴィクトル・エロフェーエフ著; 沼野充義訳「馬鹿と暮らして」『ヌマヌマ : はまったら抜けだせない現代ロシア小説傑作選』河出書房新社 2021年 所収 ISBN 978-4-309-20840-4

## 評論活動
エロフェーエフは『タイムズ文芸付録』『ザ・ニューヨーカー』『ニューヨーク・レビュー・オブ・ブックス』『インターナショナル・ヘラルド・トリビューン』各誌に定期的に記事を寄稿している。ドイツの新聞『ディ・ヴェルト』への投稿もある。
- Viktor Jerofejew, "Putins Russland hat ein Image-Problem" (Die Welt, 13 February 2007)